# Alpineum
Das Alpineum ist ein Museum und Alpendiorama in Luzern (Schweiz). Es zeigt fünf grossflächige Panoramabilder, die von den beiden Schweizer Kunstmalern Ernst Hodel Senior und seinem Sohn Ernst Hodel Junior gemalt wurden. Die ausgestellten Grossgemälde zeigen auf insgesamt einigen hundert Quadratmetern Leinwand Einblicke in die Bergwelt der Schweizer Alpen. Das Museum liegt in der Nähe des Gletschergartens, direkt gegenüber dem Löwendenkmal.

## Gebäude
Von 1885 bis 1886 wurde das neoklassizistische Gebäude nach Plänen des Luzerner Architekten Othmar Schnyder ursprünglich als Löwendenkmal-Museum erbaut. Es zeigte damals die Geschichte zum Tuileriensturm vom 10. August 1792 in Paris. Diese Ausstellung aber überdauerte wegen mangelnder Besucherzahlen keine zehn Jahre.
Das Gebäude wurde 1895 schliesslich vom Kunstmaler Ernst Hodel Senior erworben, der für das damals noch existierende Meyers Diorama am Museums-Platz in Luzern bereits grossflächige Panoramabilder von den Bergen Rigi und Pilatus gemalt hat und die idealen Räumlichkeiten für die Präsentation seiner gewaltigen Alpenbilder fand. Mit Hilfe seines Sohnes Ernst Hodel Junior, der sich ebenfalls der Malerei gewidmet hatte, realisierte er darin nach und nach ein Alpendiorama, welches im Mai 1901 unter dem Namen Alpineum seine Tore öffnete. Von 1931 bis 1932 wurde das Gebäude mit einem Ausstellungsraum erweitert.
Auf der Liste der Kulturgüter in Luzern ist das Gebäude als regional bedeutend aufgeführt.

## Museum

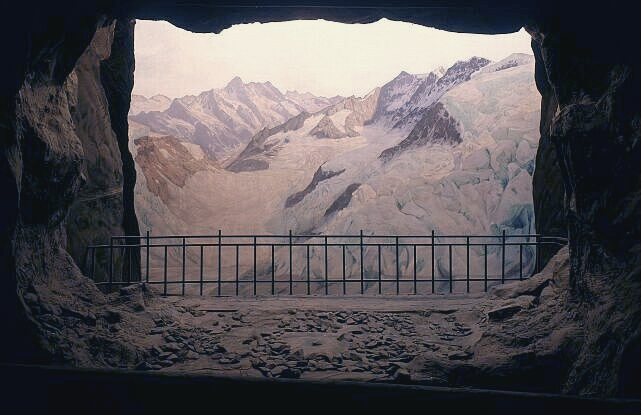
Station Eismeer der Jungfraubahn

Bis ungefähr 1975 begleitete und erklärte ein mehrsprachiger Portier den Rundgang durch das Alpineum. Um 1990 wurde das Diorama dann etwas dem Zeitgeist angepasst und ist seither autonom zu besichtigen. In jüngerer Zeit wurden Reliefs der jeweiligen Bergregionen, sowie Modellhäuser, Schiffs- und Bergbahnmodelle integriert. Ebenfalls zu besichtigen ist die zusätzliche Ausstellung über die Stereoskopische Fotografie: Das Stereo-Bild – die räumliche 3D- Fotografie um 1900.
Das Alpineum wird heute von Daniel E. Hodel, dem Urenkel bzw. Enkel der beiden Maler Hodel geführt.